# Fluxão

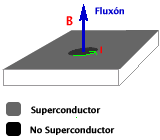
Diagrama de un fluxón

Um fluxão é um quantum de fluxo magnético.
No âmbito dos supercondutores de tipo II, formam-se quando o campo magnético incide sobre a superfície do supercondutor criando uma pequena região não supercondutora, em redor da qual circula una pequena corrente eléctrica, sendo esta a que dá lugar ao fluxão. Também se conhecem, quando se referem a este campo da física, como vórtices de Abrikosov.